# El Arenal (Santiago del Estero)
El Arenal es una localidad argentina situada en el Departamento Jiménez en la provincia de Santiago del Estero (en el límite con la provincia de Tucumán).
Actualmente tiene el nivel de comisión municipal, tiene una iglesia, escuela y además un destacamento policial. Se encuentra cerca de la localidad de Piedra Buena (provincia de Tucumán) y de la localidad de El Bobadal (Departamento Jiménez).
Cuenta con 1186 habitantes (Indec, 2021).